# Reacció d'acilació
En química, l'acilació (o alcanoilació) és la reacció química en la qual s'afegeix un grup funcional acil (R-C=O) a un compost. El compost que proporciona el grup acil s'anomena agent acilant.

Com que formen un electròfil fort quan es tracten amb alguns catalitzadors metàl·lics, els halurs d'acil s'utilitzen habitualment com a agents acilants. Per exemple, l'acilació de Friedel-Crafts utilitza clorur d'acetil (clorur d'etanol o CH₃COCl) com a agent i clorur d'alumini (AlCl₃) com a catalitzador per afegir un grup etanol (acetil) al benzè:

Acilació de Friedel-Crafts del benzè per clorur d'acetil

El mecanisme d'aquesta reacció és la substitució electròfila aromàtica.
Els halurs d'acil i els àcids anhídrids dels àcids carboxílics també s'utilitzen habitualment com a agents acilants. En alguns casos, els èsters actius presenten una reactivitat comparable. Tots reaccionen amb les amines per formar amides i amb els alcohols per formar èsters per substitució nucleòfila acílica.
L'àcid succínic també s'utilitza sovint en una acilació particular anomenada succinació. La sobresuccinació es produeix quan s'afegeix més d'un succinat a un sol compost. Un exemple industrial d'acilació és la síntesi d'aspirina, en la qual l'àcid salicílic s'acila amb anhídrid acètic.
L'acilació es pot utilitzar per prevenir reaccions de rearranjament que normalment es produirien en l'alquilació. Per fer-ho es realitza una reacció d'acilació, després el carbonil s'elimina per reducció de Clemmensen o un procés similar.

## Acilació en biologia
L'acilació de proteïnes és la modificació posttraduccional de proteïnes mitjançant la unió de grups funcionals mitjançant enllaços acils. S'ha observat l'acilació de proteïnes com un mecanisme que controla la senyalització biològica. Un tipus destacat és l'acilació grassa, l'addició d'àcids grassos a aminoàcids particulars (per exemple, miristoilació, palmitoilació o palmitoleoilació). Diferents tipus d'àcids grassos participen en l'acilació global de proteïnes.
La palmitoleoilació és un tipus d'acilació on l'àcid gras monoinsaturat àcid palmitoleic s'uneix de manera covalent als residus de serina o treonina de proteïnes. La palmitoleoilació sembla tenir un paper important en el tràfic, l'orientació i la funció de les proteïnes Wnt.